# Mérey-Vieilley
Mérey-Vieilley – miejscowość i gmina we Francji, w regionie Burgundia-Franche-Comté, w departamencie Doubs.
Według danych na rok 1990 gminę zamieszkiwało 81 osób, a gęstość zaludnienia wynosiła 24 osoby/km² (wśród 1786 gmin Franche-Comté Mérey-Vieilley plasuje się na 662. miejscu pod względem liczby ludności, natomiast pod względem powierzchni na miejscu 932.).